# Ändholmen
Ändholmen är en halvö i Finland.   Den ligger i landskapet Nyland, i den södra delen av landet, 30 km sydväst om huvudstaden Helsingfors.